# 東山區 (嘉義市)
東山區，原稱為山子頂區，為民國三十四年（1945年）的舊省轄市嘉義市行政區之一。民國三十五年（1946年）與東門區合併為新東區。